# EBLM J0555-57
EBLM J0555-57 — потрійна зоряна система на відстані ~600 світлових років від Землі. EBLM J0555-57Ab, найменша зоря системи, обертається навколо головного компонента з періодом 7,8 днів, і на час відкриття є найменшою відомою зорею з масою, достатньою для водневого горіння у її ядрі.

## Система
EBLM J0555-57, також відома як CD−57 1311, — потрійна зоряна система у сузір'ї Живописця, яка складається з оптично-подвійної системи з двох схожих на Сонце зір, розділених 2.5": EBLM J0555-57Aa, зорі видимої зоряної величини +9,98 спектрального типу F8, і EBLM J0555-57B, зорі видимої зоряної величини +10,76. Орбітального руху не зафіксовано, але вони мають майже ідентичні радіальні швидкості і тому припускається, що вони гравітаційно зв'язані.
Компонент A системи сама є затемнювано-подвійною зорею (EBLM J0555-57Ab обертається довкола EBLM J0555-57Aa). Затемнення, також відомі як проходження у контексті пошуку планет, були помічені у близькому інфрачервоному діапазоні, де яскравість падала на 0,05 % під час затемнення. Форма та тривалість проходжень дозволили визначити радіуси двох зір. Повна розшифровка орбіти дала період обертання у 7 днів та 18 годин, з низьким ексцентриситетом у 0,09, нахилом 89,84° та великою піввіссю у 0,08 а.о.

## EBLM J0555-57Ab
EBLM J0555-57Ab має масу ~85 ± 4 мас Юпітера, або 0,081 мас Сонця. Її радіус схожий на радіус Сатурна. З огляду на свої розмір та масу, зоря EBLM J0555-57Ab розташована на нижній межі маси для зір, у яких можливе горіння водню у ядрі, розрахованій відповідно до поточних моделей зоряної еволюції.
EBLM J0555-57Ab була відкрита командою науковців Кембриджського університету, залучених до проекту EBLM (від англ. Eclipsing Binary, Low Mass, букв. "подвійно-затемнювані зорі, мала маса"), на основі даних, зібраних проектом WASP. WASP шукає екзопланети з використанням методу проходження. Інші характеристики зорі були визначені з використанням доплерівської спектроскопії, для виміру періодичної варіації радіальної швидкості головної зорі внаслідок гравітаційного впливу компаньйона.